# Шчанф
Шчанф (или С-чанф, романш. S-chanf, официальное название до 1943 года и нем. Scanfs) — коммуна в Швейцарии, в Верхнем Энгадине, кантон Граубюнден.
Входит в состав округа Малоя. Население составляет 648 человек (на 31 декабря 2006 года). Официальный код — 3788.